# Porotrichodendron lindigii
Porotrichodendron lindigii là một loài Rêu trong họ Lembophyllaceae. Loài này được (Hampe) W.R. Buck miêu tả khoa học đầu tiên năm 1998.